# Insperity Invitational
De Insperity Invitationalis een invitational golftoernooi van de Amerikaanse Champions Tour. Het wordt jaarlijks in Texas gespeeld.
Toen het toernooi in 2004 werd opgericht, kreeg het de naam Administaff Small Business Classic.  De hoofdsponsor is hetzelfde gebleven, maar veranderde van naam. 
Het prijzengeld was in 2013 US$ 1.800.000 waarvan de winnaar $ 270.000 kreeg.
De enige meervoudige winnaar is Bernhard Langer. In 2014 won hij het voor de 3de keer, dat was zijn 20ste overwinning in zes jaar.

## Winnaars
| Jaar                                                | Van                                                 | Tot                                                 | Baan                                                | Winnaar                                             | Score                                               | Score                                               | Prijzengeld                                         |
| Administaff Small Business Classic presented by KBR | Administaff Small Business Classic presented by KBR | Administaff Small Business Classic presented by KBR | Administaff Small Business Classic presented by KBR | Administaff Small Business Classic presented by KBR | Administaff Small Business Classic presented by KBR | Administaff Small Business Classic presented by KBR | Administaff Small Business Classic presented by KBR |
| --------------------------------------------------- | --------------------------------------------------- | --------------------------------------------------- | --------------------------------------------------- | --------------------------------------------------- | --------------------------------------------------- | --------------------------------------------------- | --------------------------------------------------- |
| 2004                                                | 22-10                                               | 24-10                                               | Augusta Pines Golf Club                             | Larry Nelson                                        | 202                                                 | -14                                                 | 1.600.000                                           |
| Administaff Small Business Classic                  |                                                     |                                                     |                                                     |                                                     |                                                     |                                                     |                                                     |
| 2005                                                | 14-10                                               | 16-10                                               | Augusta Pines Golf Club                             | Mark McNulty                                        | 200                                                 | −16                                                 | 1.600.000                                           |
| 2006                                                | 14–10                                               | 15-10                                               | Augusta Pines Golf Club                             | Jay Haas                                            | 128                                                 | −16                                                 | 1.600.000                                           |
| 2007                                                | 12–10                                               | 14-10                                               | Augusta Pines Golf Club                             | Bernhard Langer                                     | 191                                                 | −25                                                 | 1.700.000                                           |
| 2008                                                | 17–1-                                               | 19-10                                               | Woodlands Country Club                              | Bernhard Langer                                     | 204                                                 | −12                                                 | 1.700.000                                           |
| 2009                                                | 16–10                                               | 18-10                                               | Woodlands Country Club                              | John Cook                                           | 205                                                 | −11                                                 | 1.700.000                                           |
| 2010                                                | 22–10                                               | 24-10                                               | Woodlands Country Club                              | Fred Couples                                        | 199                                                 | −17                                                 | 1.700.000                                           |
| Insperity Championship                              |                                                     |                                                     |                                                     |                                                     |                                                     |                                                     |                                                     |
| 2011                                                | 07-19                                               | 08-10                                               | Woodlands Country Club                              | Brad Faxon                                          | 134                                                 | −10                                                 | 1.700.000                                           |
| 2012                                                | 04-06                                               | 06-05                                               | Woodlands Country Club                              | Fred Funk                                           | 202                                                 | −14                                                 | 1.700.000                                           |
| 2013                                                | 03-05                                               | 05-05                                               | Woodlands Country Club                              | Esteban Toledo                                      | 210                                                 | −6                                                  | 1.800.000                                           |
| Insperity Invitational                              |                                                     |                                                     |                                                     |                                                     |                                                     |                                                     |                                                     |
| 2014                                                | 02-05                                               | 04-05                                               | Woodlands Country Club                              | Bernhard Langer                                     | 205                                                 | −11                                                 | 2.000.000                                           |

 Mitsubishi Electric Championship at Hualalai ·
 Hassan II Golf Trophy ·
 Chubb Classic ·
 Cologuard Classic ·
 Hoag Classic ·
 Galleri Classic ·
 James Hardie Pro-Football Hall of Fame Invitational ·
 Mitsubishi Electric Classic ·
 Insperity Invitational ·
 The Tradition ·
 Senior PGA Championship ·
 Principal Charity Classic ·
 American Family Insurance Championship ·
 Senior Players Championship ·
 US Senior Open ·
 Dick's Open ·
 The Senior Open Championship ·
 Boeing Classic · 
 Rogers Charity Classic ·
 The Ally Challenge
 Stifel Charity Classic ·
 Sanford International ·
 PURE Insurance Championship ·
 Constellation Furyk and Friends ·
 SAS Championship ·
 Dominion Energy Charity Classic ·
 Simmons Bank Championship ·
 Charles Schwab Cup Championship ·